# Saison 11 de Frasier
Chronologie
Saison 10 de Frasier
Cet article présente le guide des épisodes de la onzième et dernière  saison de la sitcom Frasier (2003-2004).

## Épisode 1:Sujet Tabou
- États-Unis : 23 septembre 2003 sur NBC
- Belgique : 10 décembre 2012 sur Club RTL

## Épisode 2:La goutte d'eau
- États-Unis : 23 septembre 2003 sur NBC
- Belgique : 11 décembre 2012 sur Club RTL

## Épisode 3:Ineffable méprise
- États-Unis : 30 septembre 2003 sur NBC
- Belgique : 11 décembre 2012 sur Club RTL

Benjamin Bratt
Patrick Stewart

## Épisode 4:L'ancienne baby-sitter
- États-Unis : 7 octobre 2003 sur NBC
- Belgique : 12 décembre 2012 sur Club RTL

## Épisode 5:Une femme pour Frasier
- États-Unis : 14 octobre 2003 sur NBC
- Belgique : 12 décembre 2012 sur Club RTL

## Épisode 6:Je vous écoute
- États-Unis : 28 octobre 2003 sur NBC
- Belgique : 13 décembre 2012 sur Club RTL

## Épisode 7:Le retour de Maris (1)
- États-Unis : 4 novembre 2003 sur NBC
- Belgique : 13 décembre 2012 sur Club RTL

## Épisode 8:Coup de folie (2)
- États-Unis : 11 novembre 2003 sur NBC
- Belgique : 14 décembre 2012 sur Club RTL

## Épisode 9:Gaffes en série
- États-Unis : 18 novembre 2003 sur NBC
- Belgique : 14 décembre 2012 sur Club RTL

## Épisode 10:Anxiété
- États-Unis : 2 décembre 2003 sur NBC
- Belgique : 17 décembre 2012 sur Club RTL

## Épisode 11:Changements drastiques
- États-Unis : 9 décembre 2003 sur NBC
- Belgique : 17 décembre 2012 sur Club RTL

## Épisode 12:Frasier-Lite
- États-Unis : 6 janvier 2004 sur NBC
- Belgique : 18 décembre 2012 sur Club RTL

Stanley Tucci
Hilary Duff

## Épisode 13:L'Ann qui vint dîner
- États-Unis : 13 janvier 2004 sur NBC
- Belgique : 18 décembre 2012 sur Club RTL

## Épisode 14:Sommeil Freudien
- États-Unis : 3 février 2004 sur NBC
- Belgique : 19 décembre 2012 sur Club RTL

## Épisode 15:Le retour de Nanette
- États-Unis : 24 février 2004 sur NBC
- Belgique : 19 décembre 2012 sur Club RTL

## Épisode 16:Clowneries mortelles
- États-Unis : 2 mars 2004 sur NBC
- Belgique : 20 décembre 2012 sur Club RTL

## Épisode 17:En haut de l'échelle
- États-Unis : 16 mars 2004 sur NBC
- Belgique : 20 décembre 2012 sur Club RTL

Helen Mirren

## Épisode 18:Rencontres virtuelles
- États-Unis : 30 mars 2004 sur NBC
- Belgique : 21 décembre 2012 sur Club RTL

## Épisode 19:La belle-mère
- États-Unis : 6 avril 2004 sur NBC
- Belgique : 21 décembre 2012 sur Club RTL

## Épisode 20:L'alliance
- États-Unis : 20 avril 2004 sur NBC
- Belgique : 24 décembre 2012 sur Club RTL

## Épisode 21:Détour
- États-Unis : 27 avril 2004 sur NBC
- Belgique : 24 décembre 2012 sur Club RTL

## Épisode 22:Rétrospective
- États-Unis : 4 mai 2004 sur NBC
- Belgique : 25 décembre 2012 sur Club RTL

## Épisode spécial:Analyzing the Laughter
- États-Unis : 13 mai 2004 sur NBC

- Kelsey Grammer (Frasier Crane)
- Fred Willard (Analyst)

## Épisode 23:Au revoir, Seattle (1)
- États-Unis : 13 mai 2004 sur NBC
- Belgique : 25 décembre 2012 sur Club RTL

## Épisode 24:Au revoir, Seattle (2)
- États-Unis : 13 mai 2004 sur NBC
- Belgique : 26 décembre 2012 sur Club RTL